# 國民大會代表中國國民黨重慶候選同志介紹專刊
國民大會代表中國國民黨重慶候選同志介紹專刊，中國國民黨重慶市黨部編，民國34年（1945年）出版。此書內容主要是參加國民大會代表選舉中國國民黨重慶候選同志介紹。

## 圖像

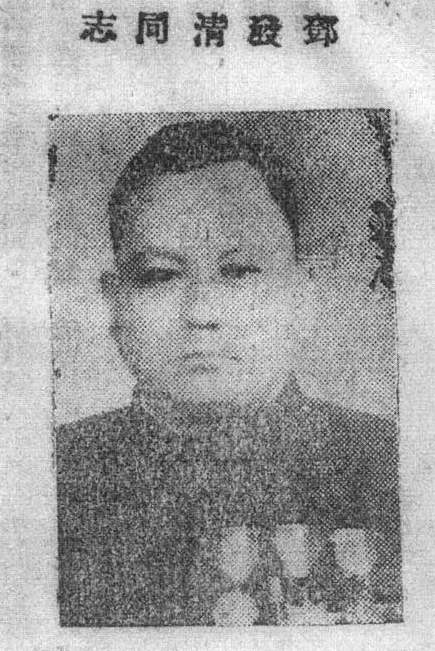
鄧發清
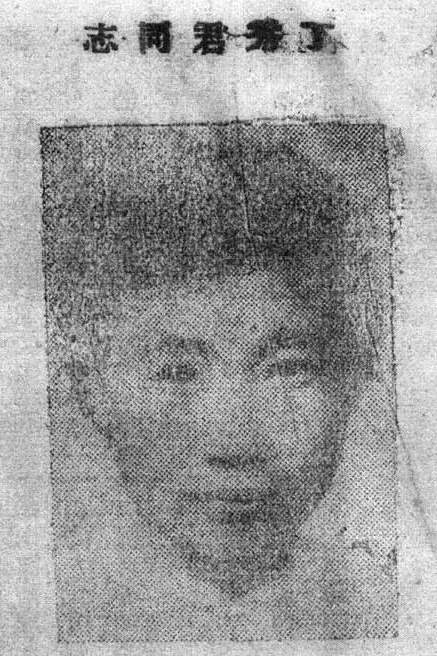
丁秀君
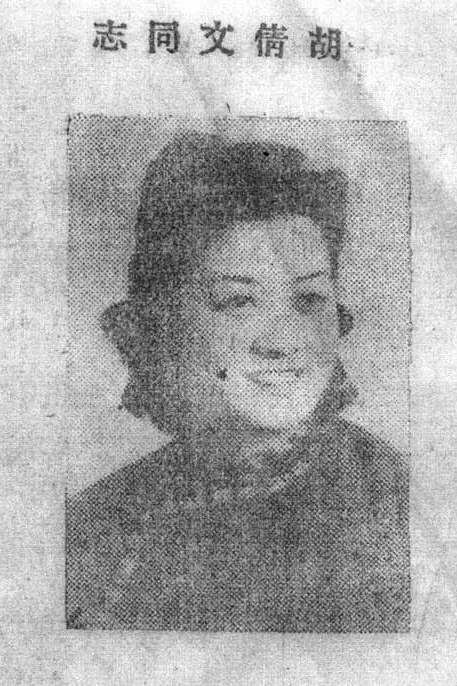
胡倩文
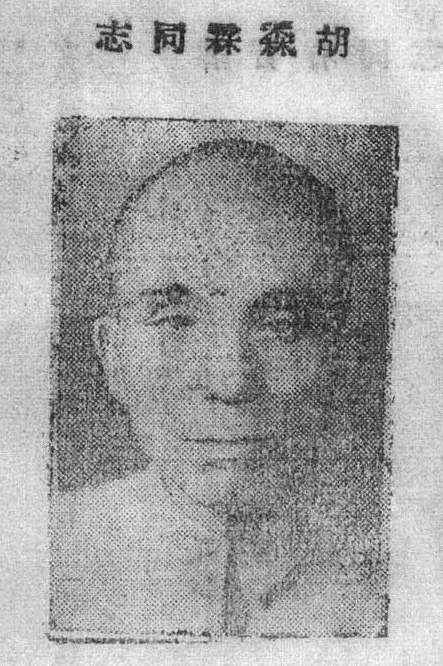
胡森霖
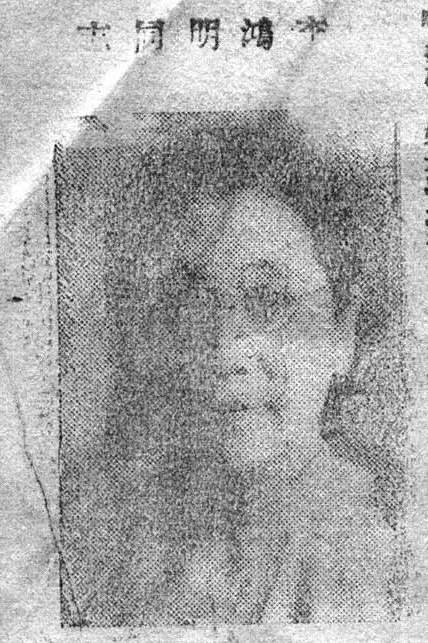
李鴻明
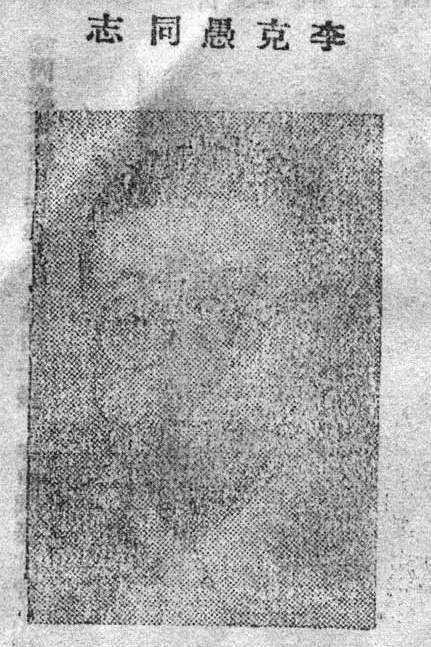
李克愚
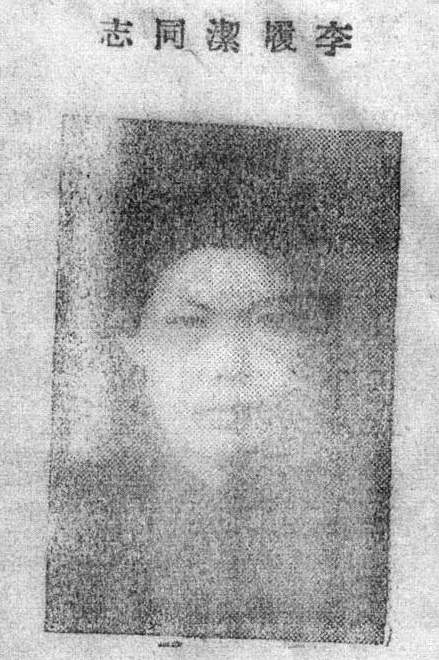
李履潔
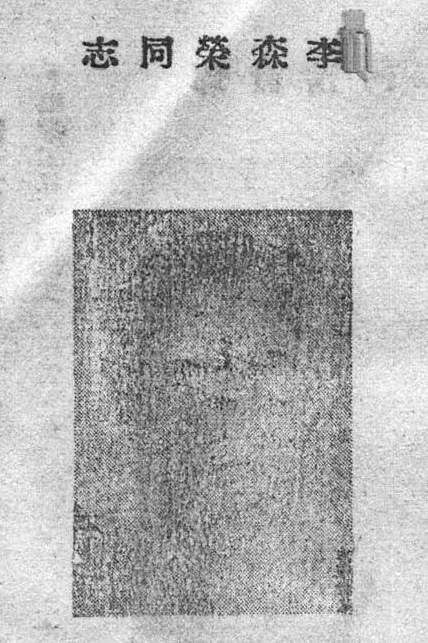
李森榮
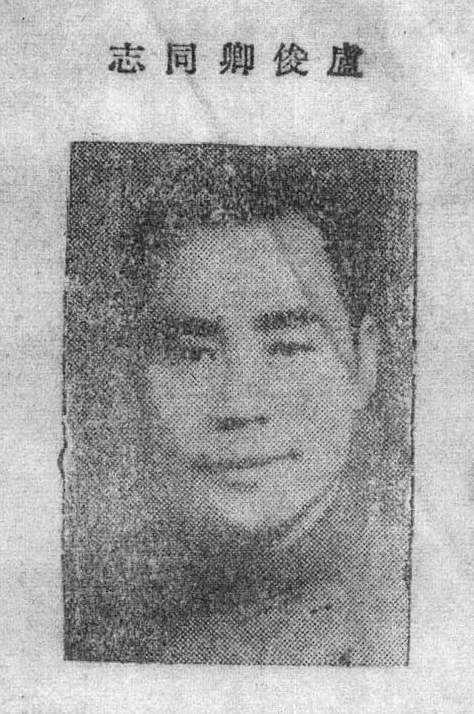
盧俊卿
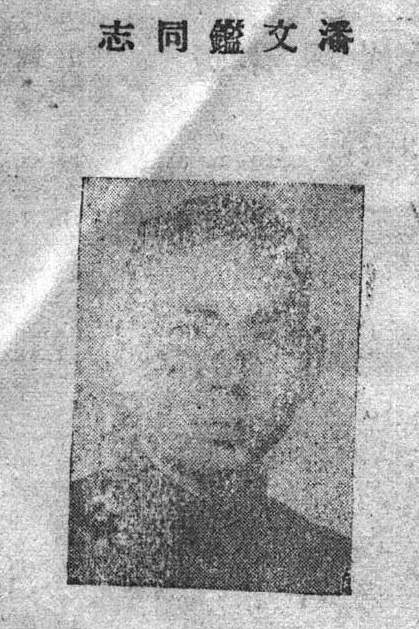
潘文鑑
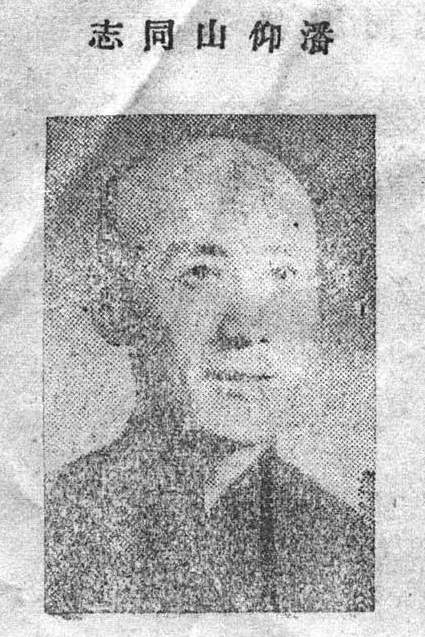
潘仰山
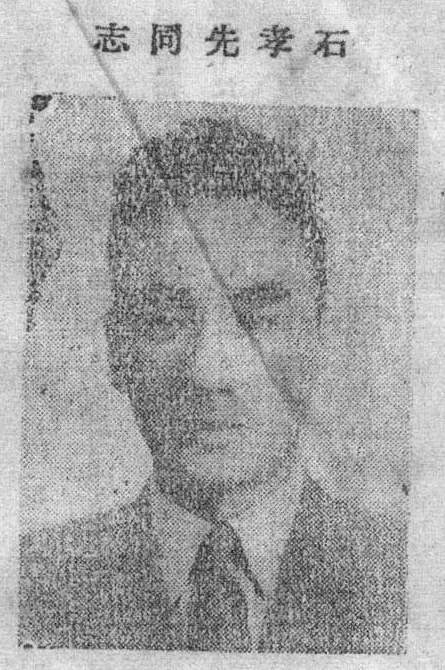
石孝先
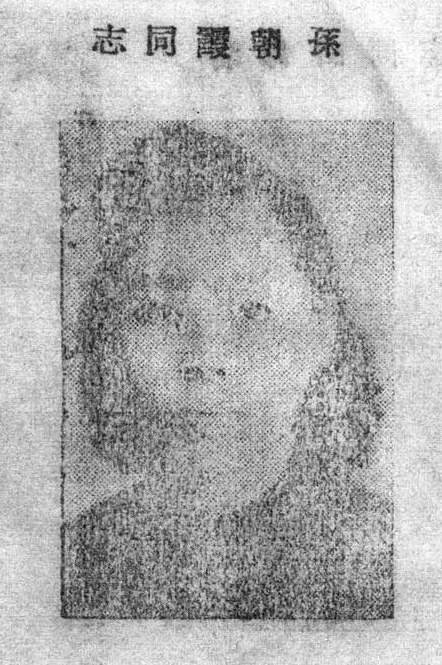
孫朝霞
王元根
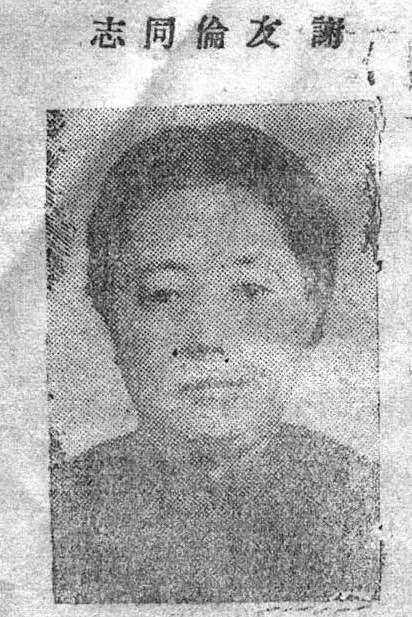
謝友倫
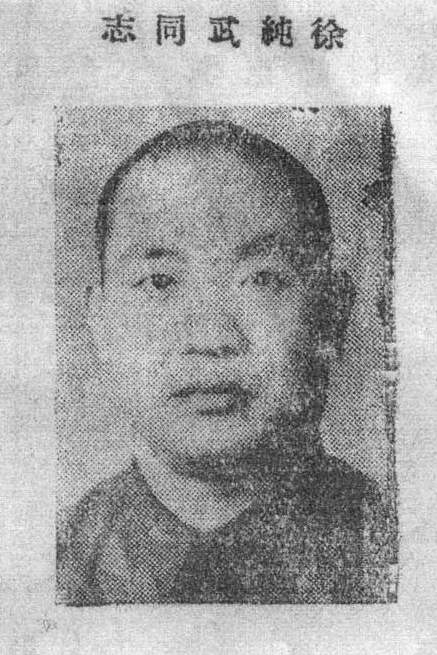
徐純武
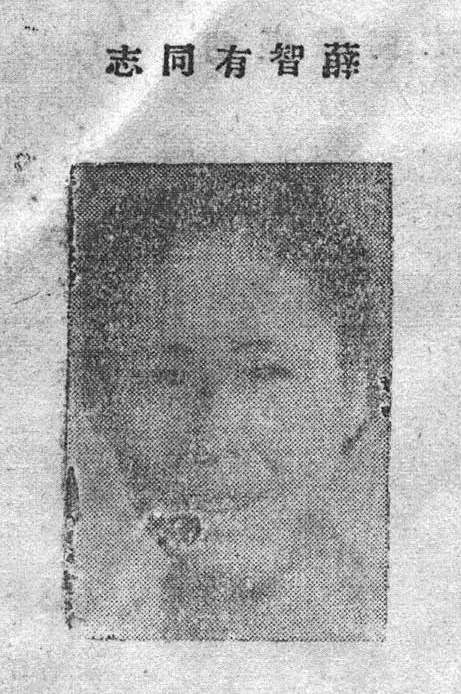
薛智有
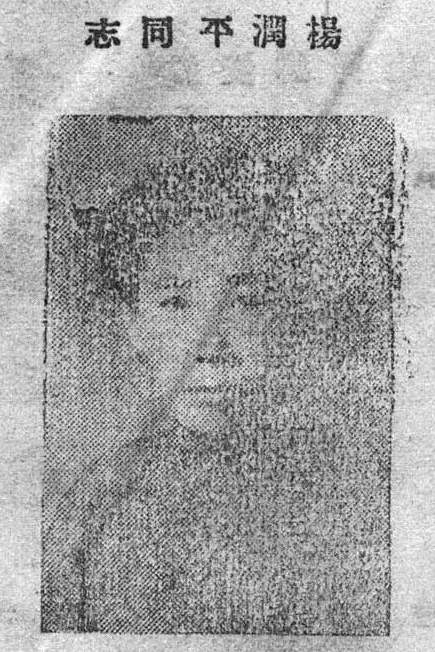
楊潤平
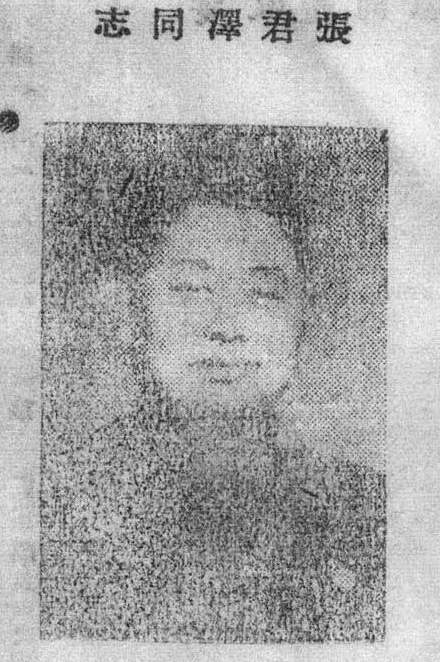
張君澤
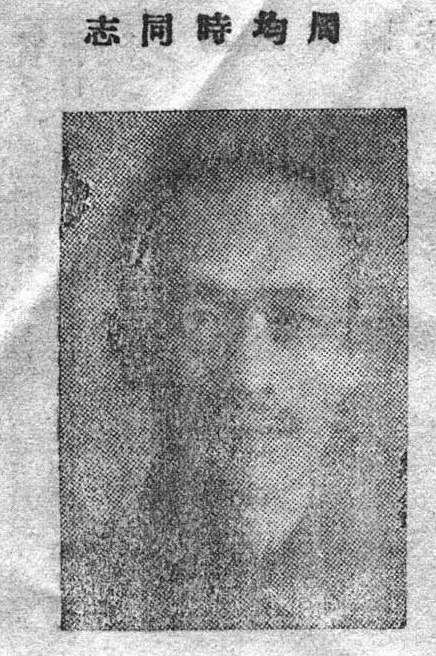
周均時
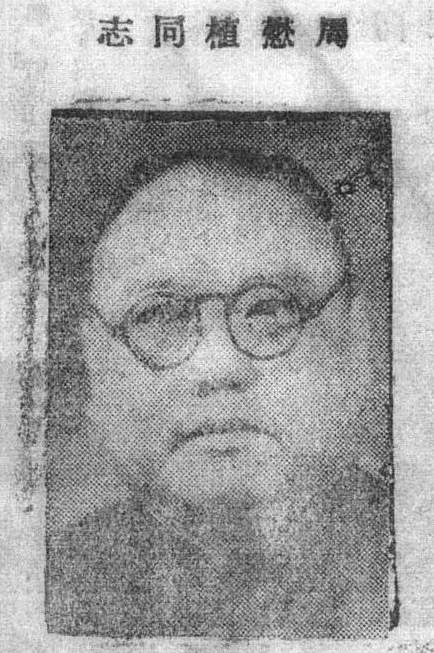
周懋植